# سایفون
سایفون یک پراکسی وب برای کمک به کاربران اینترنت است تا از سیستم‌های فیلترینگ محتوا که برای سانسور اینترنت توسط دولت‌ها استفاده می‌شوند، عبور کنند. طراحی اولیهٔ سایفون توسط آزمایشگاه سیتیزن در دانشگاه تورنتو صورت گرفته‌است؛ ولی از سال ۲۰۰۸ توسط شرکتی کانادایی به نام سایفون توسعه داده می‌شود.
این فناوری به کاربران اینترنتی ساکن کشورهای آزاد اجازه می‌دهد اینترنت آزاد را از طریق رایانه خویش در اختیار کاربرانی که اینترنت در کشور آن‌ها سانسور (فیلتر) می‌شود از جمله: بلاروس، میانمار، چین، کوبا، مصر، کره شمالی، عربستان، سوریه، ایران، تونس، ترکمنستان، ازبکستان، و ویتنام قرار دهند.

## تاریخچه
طرح مفهومی اولیه سایفون، یک پراکسی اینترنتی سبک و راحت را مد نظر داشت که برای استفاده کاربران نهایی و دور زدن سانسور اینترنت طراحی شده بود.
اولین نسخه این نرم‌افزار در ۱ دسامبر ۲۰۰۶ منتشر شد.
در سال ۲۰۰۷، شرکت سایفون در قالب یک شرکت مستقل از آزمایشگاه سیتیزن (انگلیسی: Citizen Lab) و دانشگاه تورنتو تأسیس شد. کد اولیه (نسخه ۱٫۶) تحت پروانه عمومی همگانی گنو منتشر شد. در سال ۲۰۰۸، سایفون جایزه Netexplorateur را از سنای فرانسه دریافت کرد. در سال ۲۰۰۹، سایفون توسط اکونومیست در شاخص سانسور جایزه Best Media Award را دریافت کرد. در سال ۲۰۱۱ سایفون نسخه ۱ به صورت رسمی بازنشسته شد.
در سال ۲۰۱۰ شرکت سایفون به هیئت رئیسه سخن‌پراکنی (انگلیسی: Broadcasting Board of Governers) وزارت خارجه آمریکا و بی‌بی‌سی (انگلیسی: Bitish Broadcasting Corporation) شروع به سرویس دهی کرد.
در سال ۲۰۱۲، سایفون نسخه اندروید را نیز ارائه داد.